# Gölsental

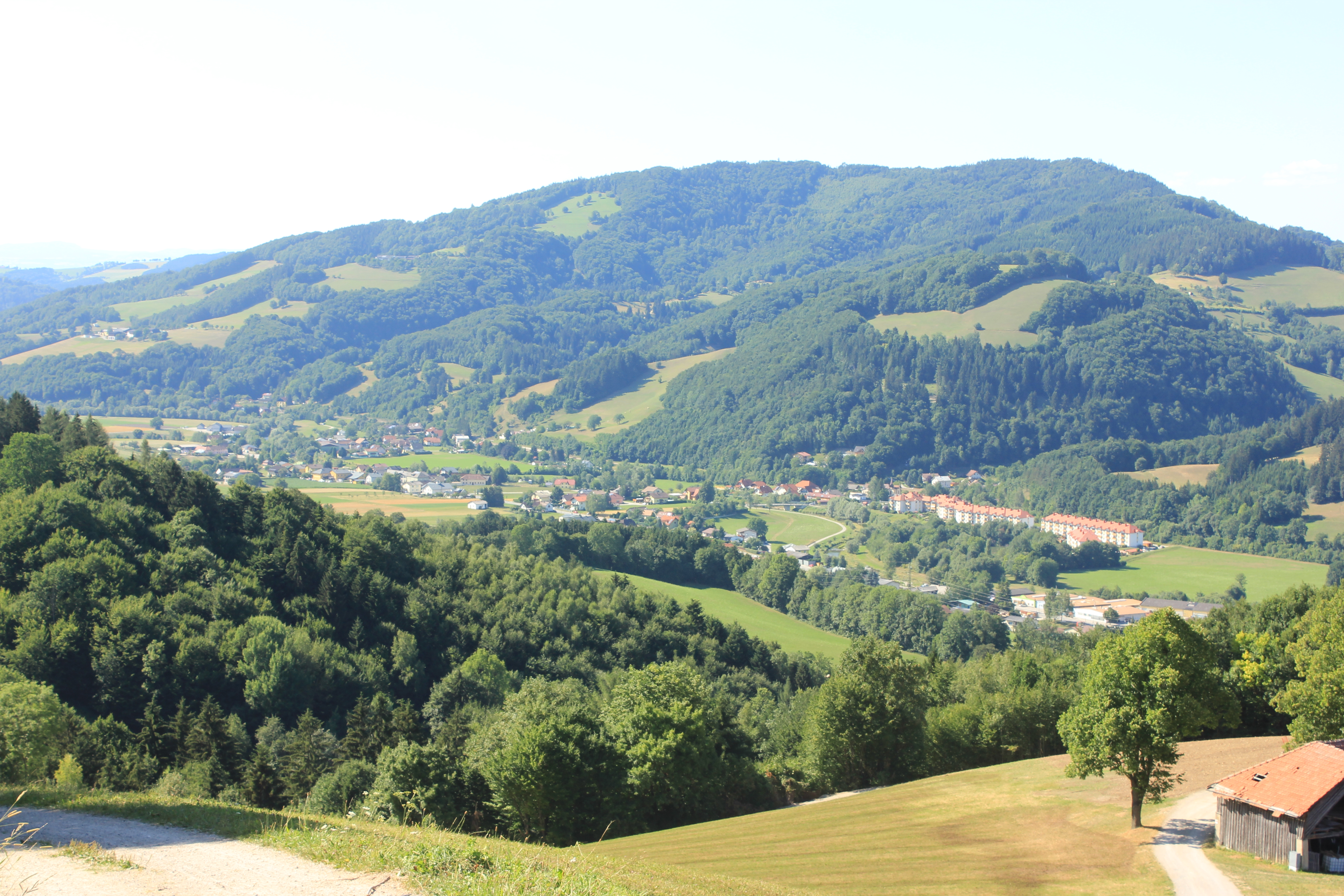
Das Gölsental zwischen St. Veit und Traisen

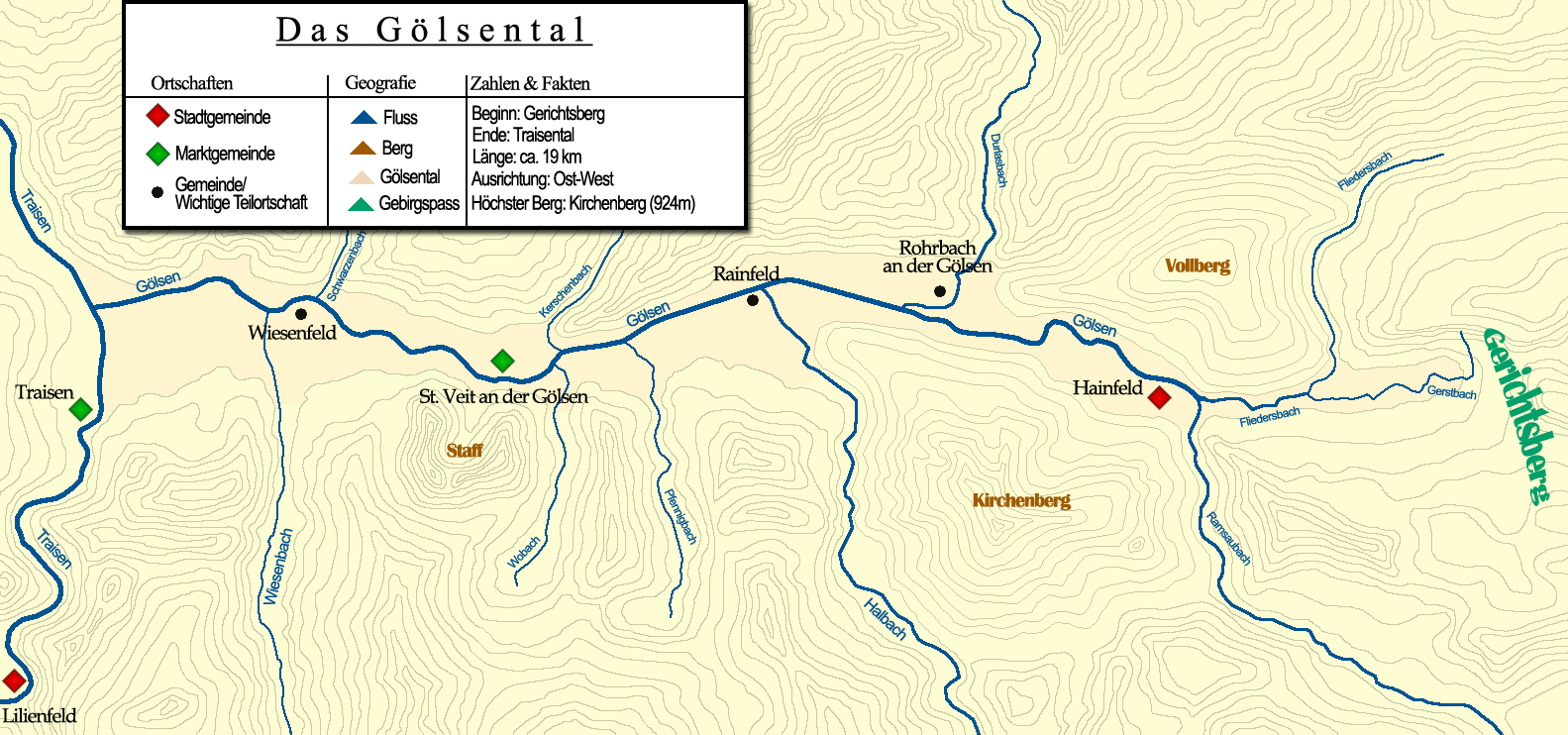
Karte des Gölsentals

Das Gölsental ist ein vom gleichnamigen Fluss Gölsen durchflossenes Tal im Bezirk Lilienfeld in Niederösterreich.

## Geografie
Der ca. 600 m hohe Gerichtsberg bildet den Beginn des Gölsentales im Osten. Von dort verläuft es 19 km westwärts, bis es schließlich ins Traisental mündet und die Gölsen in die Traisen fließt. Geografisch ist das Gölsental die Grenze zwischen dem Wienerwald und den Gutensteiner Alpen. Geologisch gesehen bildet es die Grenze der Wienerwald-Sandstein= (nördlich der Gölsen) und der Voralpen-Kalksteinzone (südlich der Gölsen).
Daher erklären sich auch die vielfältigen Bergformen der Region. Im Norden die sanftgeschwungenen Hügelkuppen des Wienerwaldes, denen im Süden die steilen Gipfelpyramiden der Voralpen entgegenstehen. Da sie sich staffelförmig überhöhen, sind die Berge beiderseits der Gölsen exzellente Aussichtspunkte, besonders in Richtung des Donaubeckens und des Waldviertels. An klaren Tagen, kann man auf ihnen sogar bis zu den böhmisch-mährischen Grenzbergen Tschechiens sehen.
Östlich des Gölsentals schließt das Triestingtal an den Gerichtsberg an. Der höchste Berg ist der Kirchenberg (924 m) bei Hainfeld, weitere erwähnenswerte Berge sind der ebenfalls bei Hainfeld gelegene Vollberg (624 m) und der Staff (786 m) bei St. Veit.
Das Klima ist geprägt durch die Nordstaulage der Alpen. Resultierend aus den schon genannten geologischen Bedingungen ergibt sich eine reiche Vegetation, besonders Mischwälder beherrschen das Landschaftsbild. Die eigentliche Gölsen entsteht erst einige Kilometer taleinwärts in Hainfeld durch den Zusammenfluss des Ramsaubach -ein klarer Gebirgsbach- und dem aus dem Wienerwald kommenden Fliedersbach.
Die größten Gemeinden im Gölsental sind die Stadt Hainfeld und der Markt St. Veit, eine weitere wichtige Gemeinde ist Rohrbach an der Gölsen.

## Geschichte

### Urgeschichte & Antike
Während der Periode des Mesozoikums lag das ganze Gebiet des heutigen Gölsentales zusammen mit anderen großen Landstrichen am Grund der Ozeane, wie aufgefundene Fossilien von Ammoniten beweisen.
Im frühen 20. Jahrhundert am St. Veiter Staff entdeckte, steinzeitliche Werkzeuge (ein Steinhammer, ein Mörser und eine Steinkeule) beweisen zudem, dass der anatomisch moderne Mensch (Homo sapiens) schon früh in dieser Gegend gesiedelt hat.
Das Gölsental lag während des Altertums im Gebiet des keltischen Königreichs Noricum. Für diese Periode sind keltische Siedlungen bzw. Gräber auf dem Vollberg belegt. Mit der Errichtung der römischen Provinz Noricum 15 v. Chr. unter Kaiser Augustus wurde das Tal ein Teil des Imperium Romanum. Mit den Reichsreformen Kaiser Diokletians wurde die Provinz Noricum in Noricum Ripense (Ufernorikum, gemeint ist das Donau-Ufer) und Noricum Mediterraneum (Binnennorikum) aufgespalten, wobei das Gölsental von nun an zu Ersterem gehörte. Die antike Geschichte des Tales selbst liegt jedoch im Dunkeln, es gab einfach keine wichtigen Siedlungen in der Gegend, da die römischen Zentren alle an der Donau lagen.
Nach dem Sturz Roms während der Völkerwanderung zogen Heruler, Rugier, Langobarden, Slawen und die Awaren allesamt durch Niederösterreich, jedoch verirrte sich keiner dieser Stämme an die Ufer der Gölsen.
Diese "geschichtliche Nichtexistenz" sollte sich erst mit der Entstehung Ostarrîchis im Hochmittelalter ändern.

### Mittelalter
Im Mittelalter verlief durch das Gölsental ein wichtiger Verkehrsweg vom Gerichtsberg über den Vollberg und dann über den Gebirgsrücken weiter nach Westen, ebenfalls die Via Sacra, ein jahrhundertealter Pilgerweg von Wien nach Mariazell. Erich Polaschek hatte in seiner Darstellung des Netzes römischer Militärstraßen in Niederösterreich (Jahrbuch f. Landeskunde v. NÖ, 1928) sogar eine durchs Gölsen- und Triestingtal verlaufende römische Nebenstraße aufgenommen. Doch alles in allem war das Gölsental ein wildes Gebiet mit dichten Wäldern und einer breiten, sumpfigen Talsohle. Letzteres ist auch die Erklärung, warum Rohrbach soweit abseits der heutigen Hauptstraße liegt.

#### Die frühe Besiedlung des Gölsentals
Im frühen 9. Jahrhundert hatten sich slawische Ackerbauern im Gebiet der Türnitzer Traisen angesiedelt, welche als Untertänige der Magyaren diesen nach Westen gefolgt waren. Durch heutige Ortsnamen kann man vermuten, dass einige dieser Bauern auch zeitweilig im Gölsen- und Triestingtal lebten. Als Beispiele hierfür seien die Namen der beiden Flüsse Triesting (trusti = Rohr) und Gölsen (golcana = (Die) Glucksende) angeführt.
Ein weiterer schrecklicher Raubzug der Magyaren vor ihrer endgültigen Niederlage 955 in der Schlacht auf dem Lechfeld hatte große Teile des Mostviertels entvölkert. 976 wurde der Babenberger Luitpold durch Kaiser Otto II. zum ersten Markgrafen von Österreich erhoben. Markgraf Leopold I. rief laut älteren Quellen Franken zur Kolonisation des Gölsentales ins Land. Sie waren die ersten dienstfreien und zinspflichtigen Ackerbauern in dieser Gegend. Später folgten noch bayrische Kolonisten, die sich schließlich durchsetzten, weshalb heute die Leute im Gölsental (genauso wie alle Ostösterreicher) einen mittelbayrischen Dialekt sprechen.
Eine der ersten frühen Siedlungen war das Dorf Hagenfelt. Dieses erste Hainfeld stand an jener Stelle, wo sich heute der Hauptplatz der Stadt befindet. Weiter westlich war das Gelände für eine Ortsgründung ungeeignet, durch die dort gelegenen Sümpfe. Um diese Zeit kann auch das erste bedeutende Bauwerk, die Veste Hainfeld ausgemacht werden, dem Sitz der Herren von Hainfeld. Sie waren das früheste nachweisbare Adelsgeschlecht im Gölsental. Jedoch starben sie mit dem Tode Richards des Jüngeren von Hainfeld Ende des 12. Jahrhunderts/Anfang des 13. Jahrhunderts aus.

#### Das Gölsental unter den Otakaren

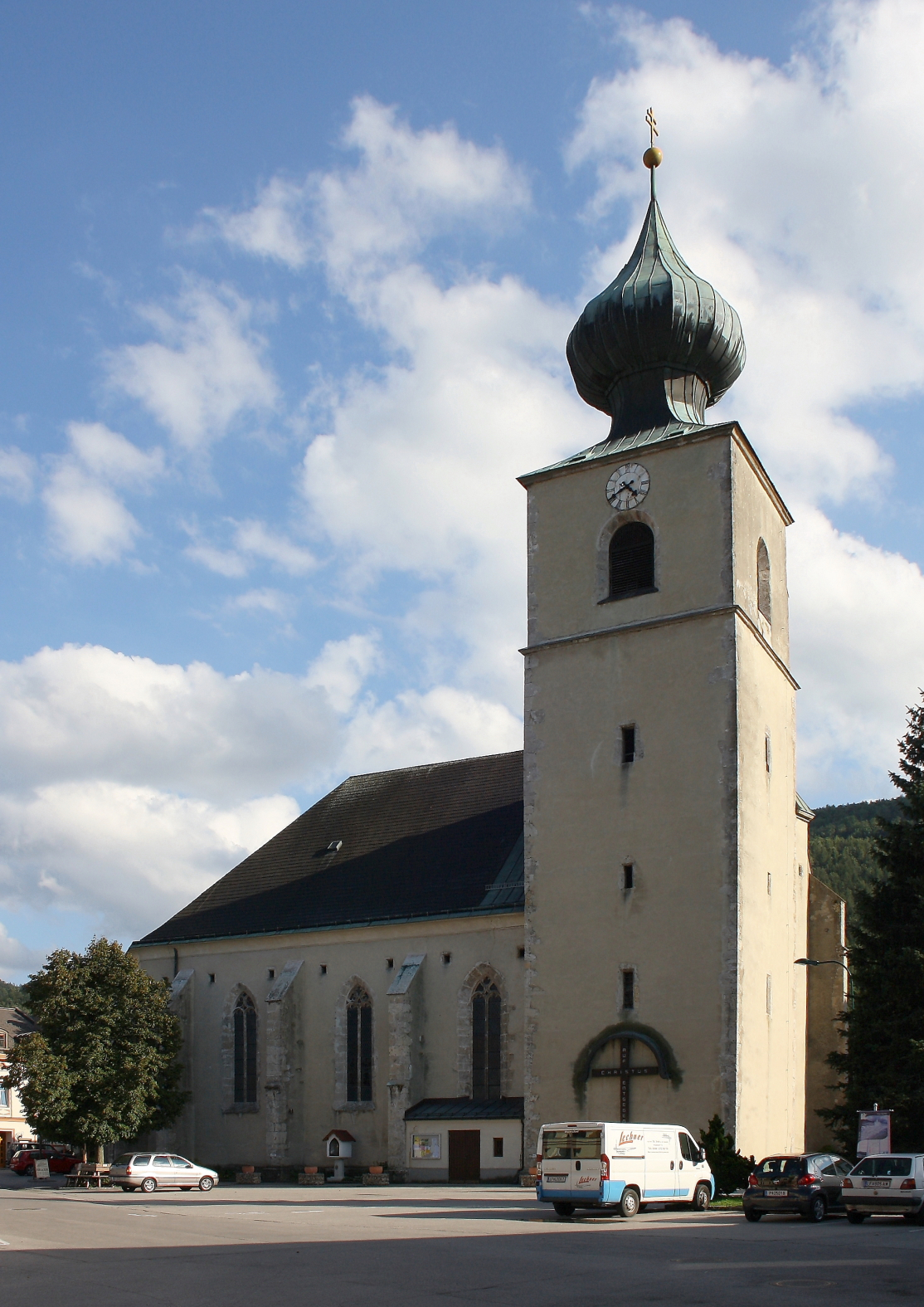
Die heutige Form der St. Veiter Kirche, gegründet um 1120 durch Ottokar II., Markgraf der Steiermark

Die Tochter von Markgraf Leopold II., Elisabeth von Österreich, heiratete 1085 Markgraf Ottokar II. von Steier. Als Mitgift hatte ihr Leopold das Gebiet zwischen Wienerwald und Voralpen mitgegeben. Damit befanden sich das Traisen- und Gölsental nun für die nächsten 107 Jahre im Besitz der steirischen Landesherren, jedoch gerade diesen hat das Tal heute viel zu verdanken. Die Otakare trieben die Rodung und Urbanisierung des Gölsentales nämlich entschieden voran. Zu diesem Zweck schickten sie ihre Ministeriale, adelige Gefolgsmänner, ins Gölsental, die die Rodung überwachen und das Gebiet im Sinne der Traungauer verwalten sollten. Durch ihre Funktion als Rodungsleiter gewannen diese Ministerialen schnell an Einfluss, Einkünften und Güter. Der berühmteste dieser neuen ministerialen Herren im Tal war Friedrich von Hohenstaff, der seine Veste, die Staffburg um 1100 am Staff (damals als Hohenstaff bekannt) bei St. Veit errichtet hatte. Von Burg Hohenstaff aus verwaltete er und seine Nachfahren die Hohenstaffer das ihnen anvertraute Gebiet. Aus dem Geschlecht der Hohenstaffer sollten später noch zwei weitere für das Gölsental sehr bedeutende Adelsgeschlechter und zwar die Altenburger und die Hohenberger hervorgehen.
Markgraf Ottokar II. von Steier verdient einen besonderen Platz in der Lokalhistorie durch seine getätigten Kirchengründungen (-> Otakarische Kirchengründungen) zu St. Veit und Hainfeld. An den Ufern der Gölsen, unterhalb des Staffkogels auf dem Friedrich seine Burg errichtet hatte, gründete Ottokar II. um 1120 eine Kirche, geweiht dem heiligen Veit. Erster Vogt dieser Kirche wurde Friedrich von Hohenstaff. Mit der nachfolgenden Zeit entstand um die Kirche herum eine kleine Straßensiedlung, St. Veit an der Gölsen war geboren. In demselben Zeitraum in Hainfeld hob der Markgraf die alte Burg der Herren von Hainfeld auf und gründete an ihrer Stelle eine Kirche des heiligen Apostels Andreas. Die Kirchen waren anfangs Filialkirchen der Pfarre von Pyhra.
1161 übergab Ottokar III. die beiden markgräflichen Kirchen zu Hainfeld und St. Veit an Stift Göttweig im Austausch für Landbesitz in Alkersdorf.
Die Herrschaft der Otakare über das Gölsental endete 1192, als nach dem Tod des letzten steirischen Herzogs Ottokar IV. das Gölsental zusammen mit anderen Gebieten gemäß der Georgenberger Handfeste zurück an die Babenberger fiel.

### Neuzeit
Während des 18. Jahrhunderts war das Gölsental ein beliebtes Ausflugsziel von Leuten aus Wien und St. Pölten. Vor allem Hainfeld war als Sommerfrische bekannt und vielbesucht.
Im Zeitalter der beginnenden Industrialisierung wurden entlang des Tales zahlreiche Wehranlagen und Werksbäche für den Betrieb von Hammer- und Sägewerken angelegt.

## Freizeit und Tourismus

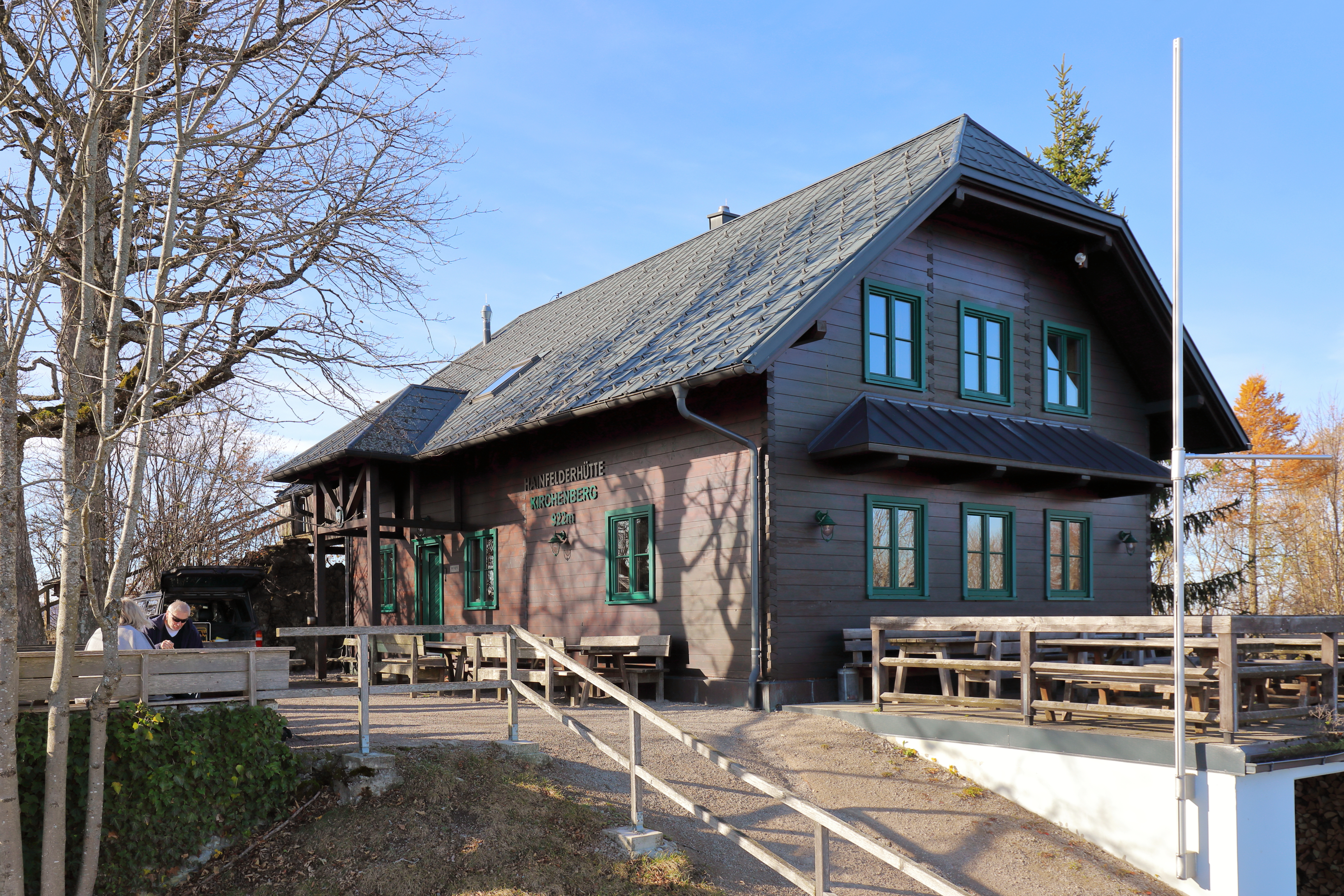
Hainfelder Hütte auf dem Kirchenberg

Das Gölsental ist dank seiner Berge eine traditionelle Wanderregion mit zahlreichen, gut ausgeschilderten Wanderwegen und Hütten. Diese Hütten zur Bewirtung der Gäste haben immer am Wochenende geöffnet. Beliebt ist unter anderem der Drei-Hütten-Wanderweg am Kirchenberg, welcher aus der Liasenböndl Hütte (auf 640 Meter), aus der Hainfelderhütte (ganz oben auf 924 Meter) und der Lindensteinhütte (auf 690 Meter) besteht. Weitere beliebte Routen sind der Wanderweg auf den Staff bis zur dortigen Schutzhütte der Naturfreunde oder nordwestlich von Rohrbach am Bergrücken zur Kuckubauerhütte (besser bekannt unter ihrem Namen im heimischen Dialekt Gugabauerhittn).
Neben dem Angebot an Wanderwegen gibt es darüber hinaus auch noch mehrere Museen und andere Freizeitaktivitäten wie z. B. das Hainfelder Stadtbad oder die Kneipp Wassertretanlage am Kirchenberg.

## Wirtschaft und Infrastruktur

### Landwirtschaft

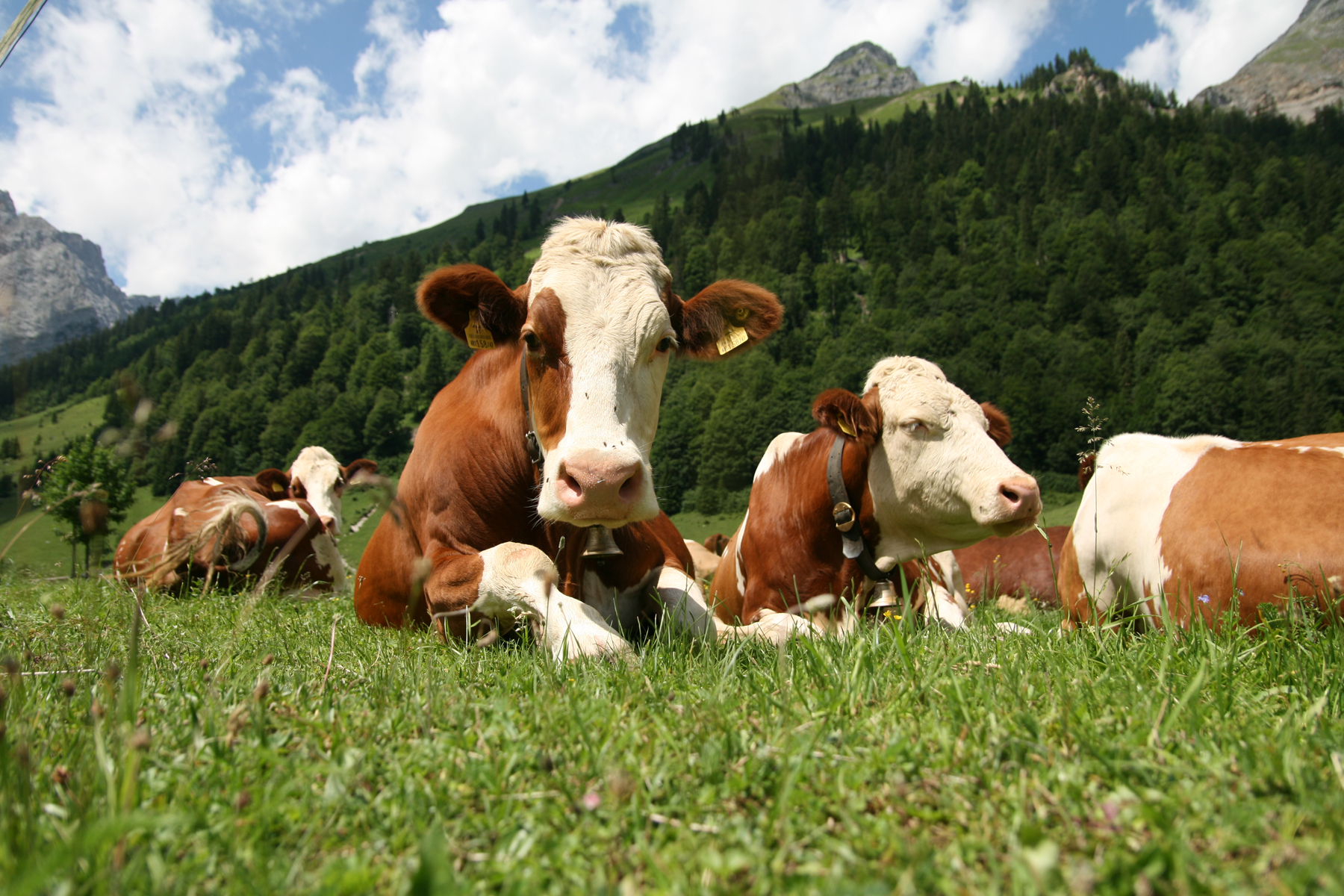
Fleckvieh ist ein wichtiger Bestandteil der lokalen Landwirtschaft

Das Gölsental ist eine traditionelle Obstbauregion, in der vor allem Äpfel und Birnen kultiviert werden. Das geerntete Obst (auch Fallobst) wird zu einem Teil in häuslicher Pressung zu Most verarbeitet, weswegen es auch Teil des niederösterreichischen Mostviertels ist. Weitere wichtige Zweige der lokalen Landwirtschaft sind unter anderem die Viehzucht (Fleckvieh) und die ausgeprägte Forstwirtschaft. Zahlreiche Bauernhöfe säumen die Ränder des Tals, vor allem nördlich der Gölsen auf den Wienerwaldhügeln.

### Industrie
Einer der größten Arbeitgeber des Gölsentals ist mit etwa 200 Beschäftigten die Schmid Schrauben GmbH, die einzige Schraubenfabrik Österreichs. Sie liegt östlich von Hainfeld und ist auf dem Gebiet der Schraubenproduktion führend.

### Verkehr
Die B18 führt durch das gesamte Gölsental und verbindet es so mit der Mariazeller Straße B 20 im Traisental im Westen und mit Leobersdorf und dem Triestingtal im Osten. Die ÖBB betreibt in der Region die Leobersdorfer Bahn, welche alle größeren Orte des Gölsentals direkt mit dem Traisental und der Landeshauptstadt St. Pölten verbindet. Endstation ist heute der Bahnhof in Hainfeld, doch bis 2004 fuhr die Bahn auch weiter über den Gerichtsberg ins Triestingtal hinein und war somit eine direkte Südverbindung nach Wien.
Neben der B18 und der Leobersdorfer Bahn gibt es zudem auch einen Radweg, der vom Gerichtsberg durchgehend bis nach Traisen verläuft.

## Galerie

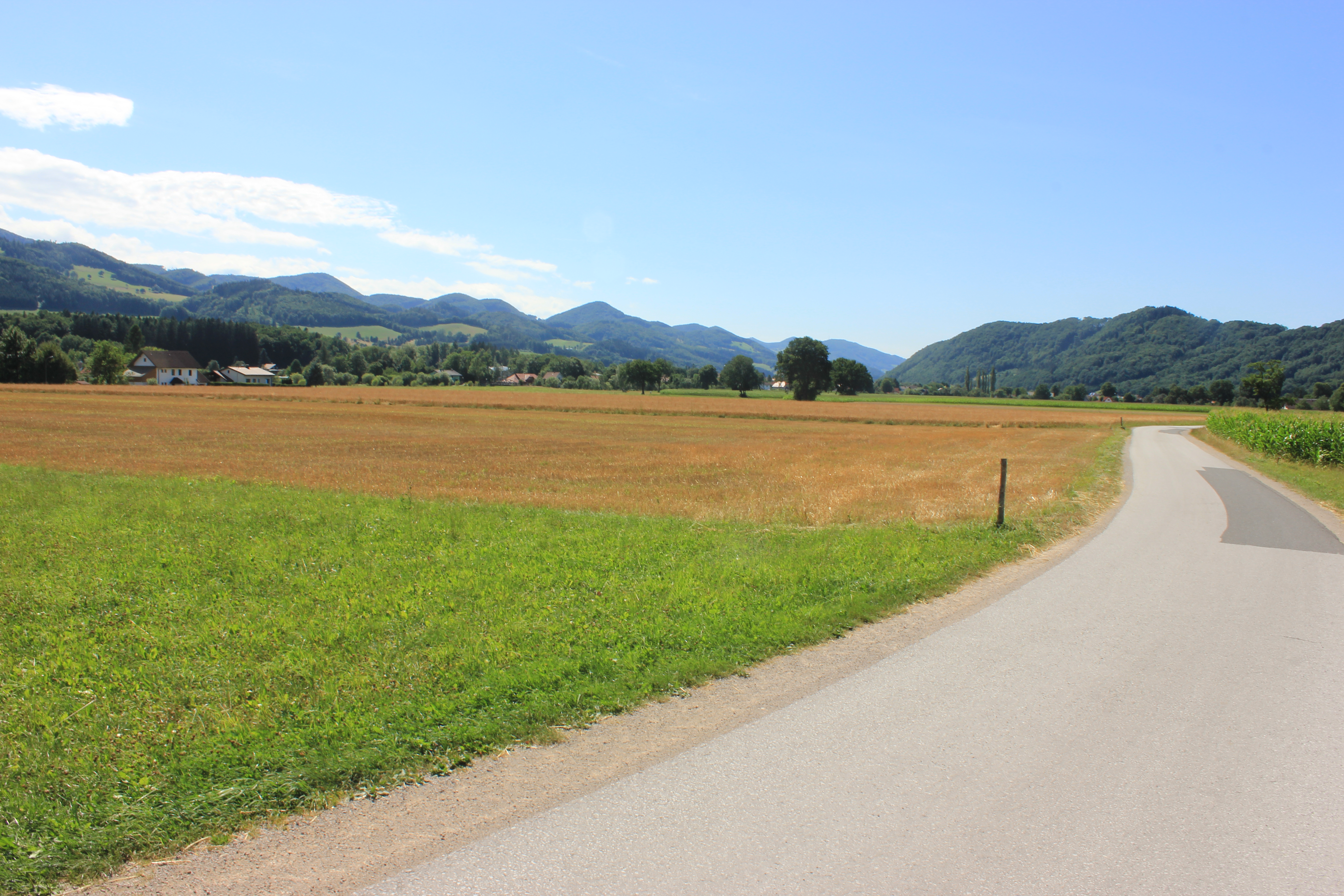
Das Gölsental kurz nach Rohrbach in Richtung Traisen
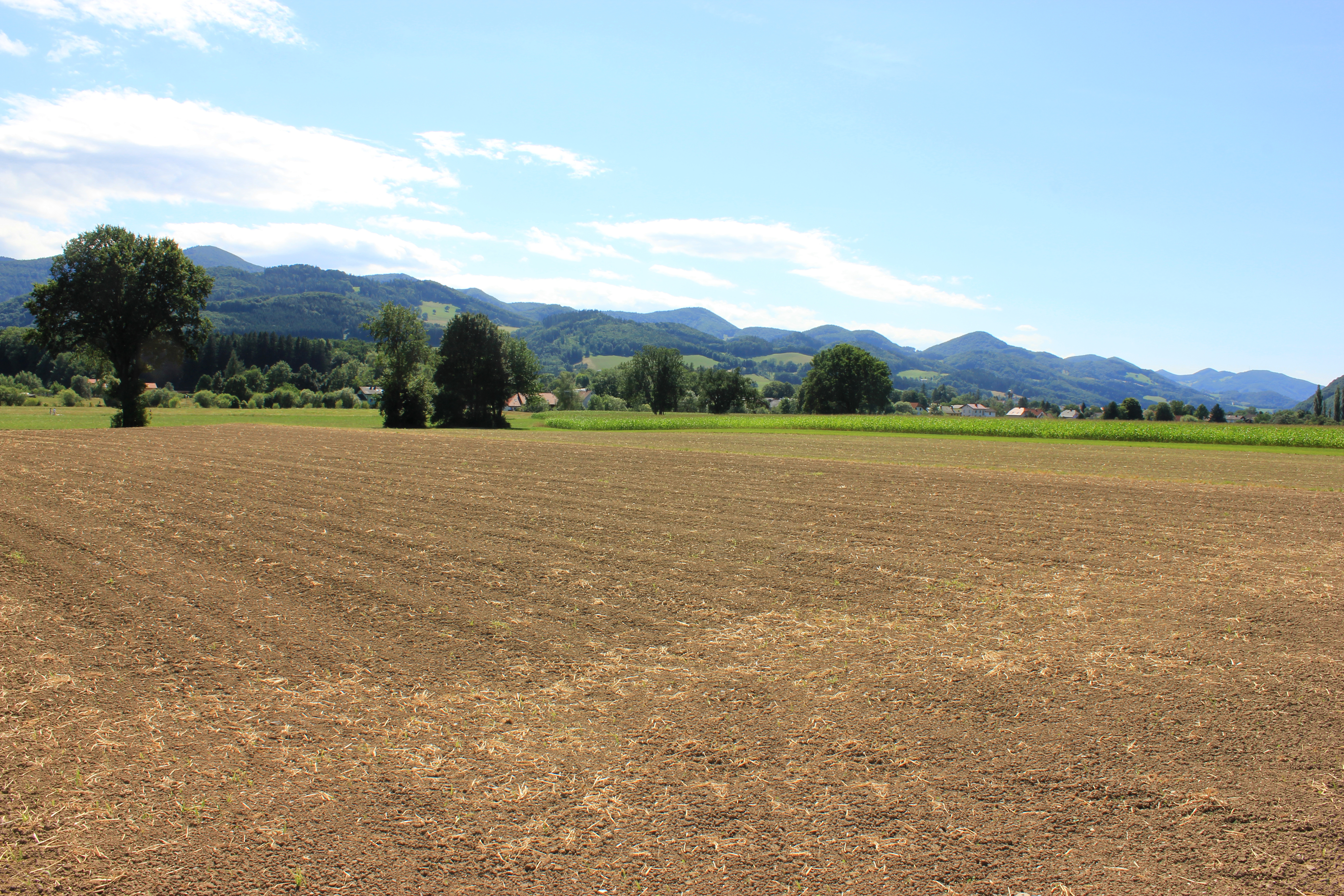
Gölsental kurz nach Rohrbach
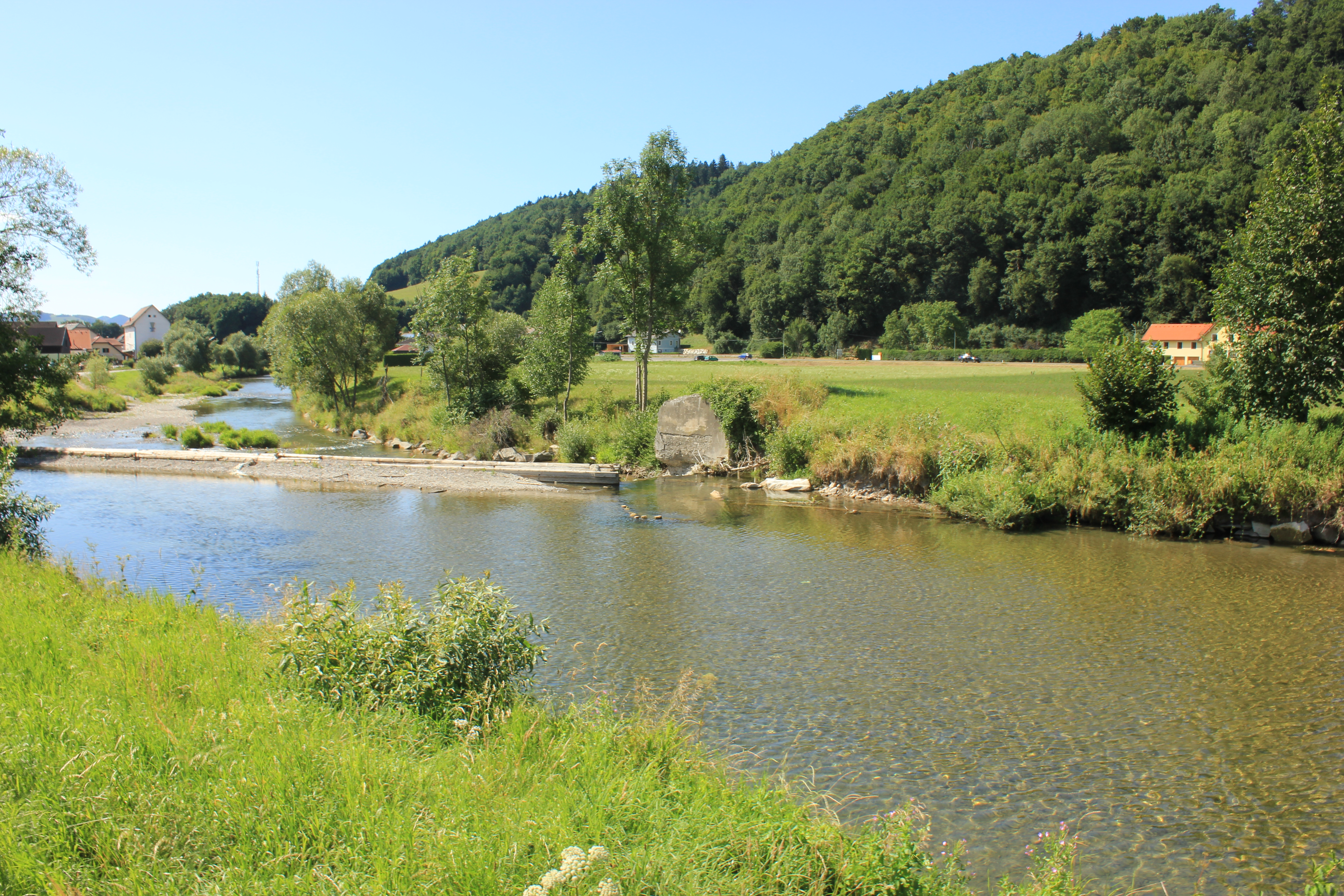
Die Gölsen kurz vor St. Veit
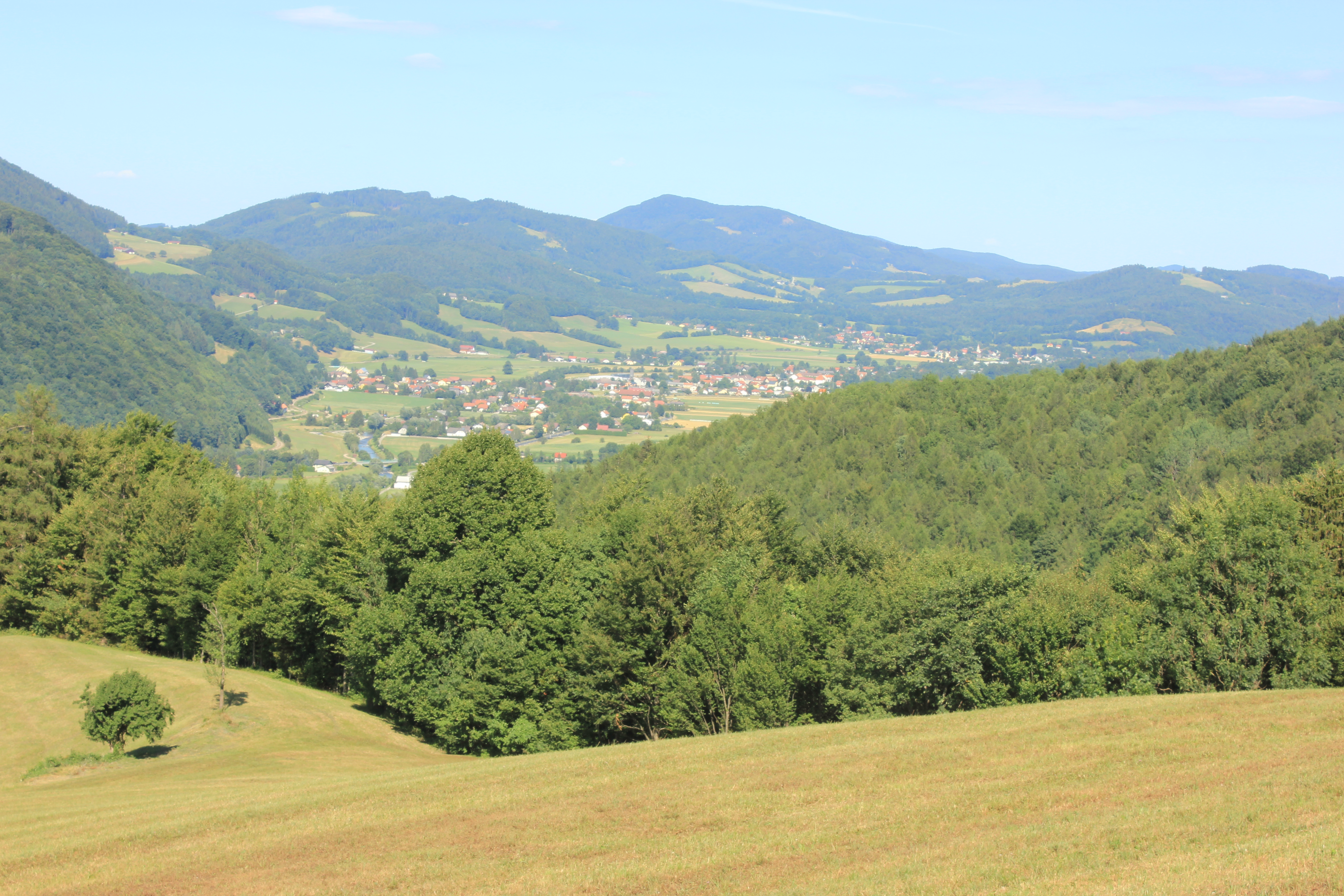
Das östliche Gölsental vom Staff (Berg bei St. Veit) aus gesehen. Im Bild die Orte Rainfeld, Bernreit und ganz hinten Rohrbach
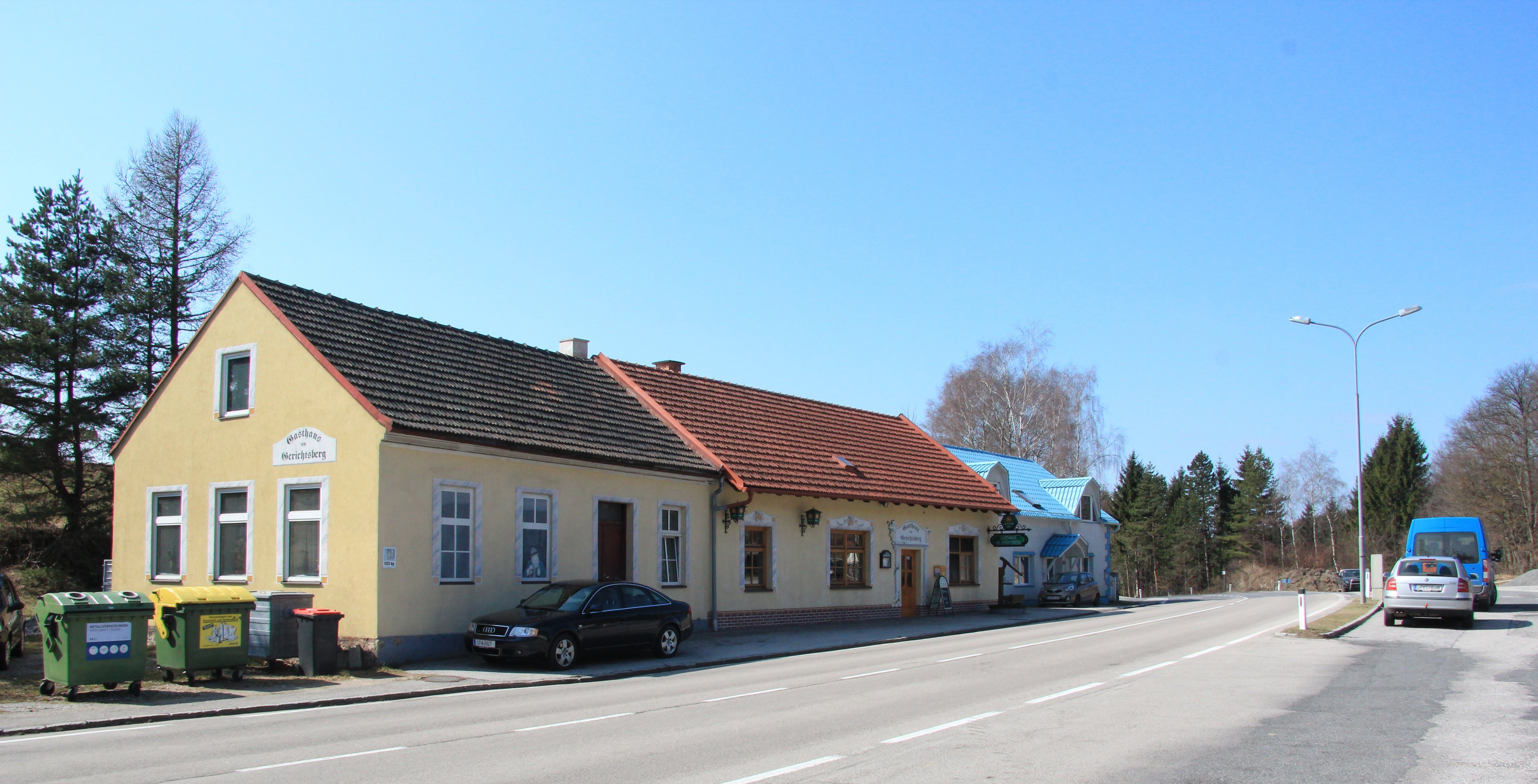
Gaststätte am Gerichtsberg